# Globus Alliance
La Globus Alliance es una asociación internacional dedicada a desarrollar tecnologías necesarias para construir infraestructuras de computación grid. La Globus Alliance se creó oficialmente en septiembre de 2003, y nació del proyecto Globus creado en 1995.
Una grid es un entorno de software persistente que permite a las aplicaciones utilizar recursos computacionales, de información e instrumentos gestionados por diversas organizaciones en distintas localizaciones. Las grid son utilizadas, por muchas instituciones dedicadas a la investigación, en campos tan dispares como cosmología o física de altas energías.
El ideal de esta tecnología es transladarla del campo meramente científico a la parte comercial como lo es hoy en día internet.

## Globus Toolkit
La Globus Alliance implementa alguno de los estándares desarrollados por el Open Grid Forum (OGF) en el Globus Toolkit que ellos han desarrollado. Un middleware publicado como softaware libre sobre el que se pueden construir servicios grid.

## Miembros principales de la Globus Alliance
- Argonne National Laboratory, University of Chicago
- EPCC, University of Edinburgh
- National Center for Supercomputing Applications (NCSA)
- Northern Illinois University, High Performance Computing Laboratory
- Royal Institute of Technology, Sweden
- Univa Corporation
- University of Southern California, Information Sciences Institute